# Đại thanh trừng
Đại thanh trừng là một loạt các biện pháp trấn áp tại Liên Xô kéo dài từ mùa thu năm 1936 cho tới đầu năm 1938. Sự kiện này liên quan tới một cuộc thanh lọc trên diện rộng với Đảng Cộng sản Liên Xô với mục tiêu là các quan chức chính phủ, các chỉ huy Hồng quân bị kết án mưu phản, lớp phú nông (kulak), những người bị cho là "phản cách mạng", những người có tư tưởng đối lập với chính quyền Xô viết, thành viên của các nhóm phiến quân nổi dậy, phát xít, khủng bố và xã hội đen; thành viên của các đảng chống Trung Quốc và những người không liên kết trong một không khí giám sát và nghi ngờ lan rộng với "những kẻ phá hoại". Cuộc thanh trừng này, theo lệnh của Josef Stalin và được Bộ chính trị đảng Cộng sản Liên Xô chấp thuận, được thực hiện bởi Bộ nội vụ Liên Xô (NKVD) dưới sự điều hành của Nikolai Jeschow. Có nhiều quan điểm khác nhau về mục tiêu của cuộc thanh trừng này, người thì cho là Stalin muốn loại trừ những người được coi là kẻ thù của chế độ và những thành phần chính trị đối lập, người khác thì cho là Stalin muốn loại bỏ những phần tử hiếu chiến trong quân đội và chính phủ. Sách giáo khoa lịch sử của Nga ngày nay cho rằng cuộc trấn áp của Stalin là nhằm "dập tắt các phong trào ly khai, củng cố Liên bang Xô-Viết". Vấn đề thanh trừng nội bộ theo sách giáo khoa của Nga cũng không phải để "lạm sát người vô tội" mà là để loại bỏ những cán bộ kém năng lực, suy thoái đạo đức, tham nhũng trong nội bộ chính quyền nhằm bảo đảm cho bộ máy Nhà nước phát huy hiệu quả lớn nhất.. Stalin coi các cuộc thanh trừng là biện pháp chống nạn quan liêu, cán bộ tham nhũng và biến chất, để nâng cao trình độ lãnh đạo của tổ chức Đảng..
Theo một nghiên cứu, từ cuối năm 1936 tới đầu năm 1938, trung bình mỗi ngày có 1.000 người Liên Xô bị kết án tử hình. Theo các tài liệu Liên Xô được giải mật, trong khoảng thời gian từ năm 1937 tới năm 1938, có 1.548.367 người bị bắt giữ, trong đó 681.692 bị xử bắn.
Ở phương Tây, cuốn sách của Robert Conquest năm 1968 The Great Terror (Đại khủng bố) đã khiến thuật ngữ này trở nên quen thuộc. Cái tên này lại có nguồn gốc từ Triều đại Khủng bố (tiếng Pháp: la Terreur), một phong trào của chính quyền cách mạng Pháp nhằm tiêu diệt "những kẻ thù của cách mạng" diễn ra trong thời gian Cách mạng Pháp năm 1789.

## Giới thiệu
Thuật ngữ "đàn áp" được chính thức sử dụng để loại bỏ việc truy tố những người bị coi là những kẻ phản cách mạng và kẻ thù của nhân dân. Cuộc thanh trừng có động cơ từ giới lãnh đạo muốn loại bỏ những người định thoát ly ra khỏi Đảng và mong muốn để củng cố quyền lực của Joseph Stalin. Ngoài ra các chiến dịch đàn áp còn được thực hiện chống lại các nhóm sắc tộc thiểu số, và các nhóm xã hội bị buộc tội hoạt động chống lại nhà nước Xô viết và quan điểm chính trị của Đảng Cộng sản Liên Xô.
Hầu hết sự chú ý của công chúng tập trung vào cuộc thanh trừng giới lãnh đạo Đảng Cộng sản, cũng như các quan chức chính phủ và các chỉ huy các lực lượng vũ trang, hầu hết đều là các đảng viên. Các chiến dịch cũng ảnh hưởng tới nhóm khác của xã hội: giới trí thức, nông dân, và đặc biệt là những người bị coi là "quá giàu với một nông dân" (kulak), và thợ chuyên nghiệp. Một loạt các chiến dịch của NKVD (cảnh sát mật Liên Xô) đã ảnh hưởng tới một số sắc tộc thiểu số, bị buộc tội là các cộng đồng mà hoạt động bí mật giúp đỡ ngoại xâm ("fifth column"). Một số cuộc thanh trừng đã được giải thích chính thức là để loại bỏ những khả năng phá hoại và gián điệp, hầu hết bởi một "Tổ chức Quân đội Ba Lan" tưởng tượng và, sau đó, nhiều nạn nhân của cuộc thanh trừng là những công dân Liên Xô gốc Ba Lan bình thường.
Theo bài phát biểu năm 1956 của Nikita Khrushchev, "Về tệ sùng bái cá nhân và những hậu quả của nó," và những phát hiện gần đây, một số lượng lớn những lời buộc tội, đáng chú ý nhất là những lời buộc tội tại Các phiên tòa trình diễn ở Moskva, đều dựa trên những lời khai cưỡng ép, thường có được nhờ tra tấn, và việc diễn giải không chính xác Điều 58 (Luật hình sự Liên Xô), về những hình phạt dành cho các tội phản cách mạng. Quy trình pháp luật đúng đắn, theo như luật pháp Liên Xô có hiệu lực ở thời điểm đó, thường bị thay thế phần lớn bằng những biên bản vắn tắt của các NKVD troika (nhóm gồm 3 người cảnh sát mật).
Cuộc Đại thanh trừng đã bắt đầu dưới thời lãnh đạo NKVD là Genrikh Yagoda, nhưng đỉnh điểm của những chiến dịch đó diễn ra thời NKVD nằm dưới sự lãnh đạo của Nikolai Yezhov, từ tháng 9 năm 1936 tới tháng 8 năm 1938, vì thế nó có tên Yezhovshchina. Các chiến dịch được tiến hành theo chỉ thị, và thường là những mệnh lệnh trực tiếp, của Bộ Chính trị dưới sự lãnh đạo của Stalin.
Cuộc Đại thanh trừng đã gây ra nhiều cuộc tranh cãi về mục đích, phạm vi và cơ cấu của nó. Các nhà sử học ở cả hai trường phái tập trung vào sự thanh trừng với giới chính trị, trí thức, kinh tế hay quân đội, và cuộc đấu tranh giữa các nhóm ở trung ương và địa phương của đảng. Chủ yếu bởi sự thiếu hụt thông tin về chủ đề, không phái nào nghiên cứu cơ cấu, tổ chức, việc thực hiện những cuộc bắt giữ và xử bắn, hay tình trạng xã hội học của các nạn nhân, những người chiếm một bộ phận so với giới tinh hoa đảng hay trí thức.
Các giả thuyết trước đây đã bị phản bác nhiều bởi những thông tin mới từ khi thư khố Liên Xô được mở cửa sau khi Liên bang Xô viết chấm dứt tồn tại năm 1991, cho phép nhiều cuộc nghiên cứu sâu hơn với những tài liệu mới. Các học giả đã đi tới quan điểm rằng cuộc Đại thanh trừng là một thời điểm quyết định – hay đúng hơn là một sự phát triển đỉnh điểm – của một chiến dịch tác động xã hội bắt đầu từ đầu những năm 1930 (Hagenloh, 2000; Shearer, 2003; Werth, 2003). Họ cho rằng khoảng 1% dân số thành niên của Liên bang Xô viết là nạn nhân của sự kiện này, và nhiều trẻ em cũng bị ảnh hưởng lây từ nó.

## Lịch sử
Ngay từ lúc đầu của cuộc cách mạng Nga, trấn áp những lực lượng đối phương (Bạch Vệ) là một công cụ của những người Bolshevik để giữ vững chính quyền và chiến thắng trong cuộc chiến tranh chống Bạch Vệ. Trotsky 1918 đã dùng lực lượng dân quân của Hồng quân để chống lại những thành phần chống cách mạng bên trong nước Nga. Với nhu cầu ổn định tình hình đất nước trong sự hỗn loạn của Nội chiến Nga, Với sắc lệnh "Về cuộc khủng bố đỏ" ngày 5 tháng 9 năm 1918, Lenin đã đề nghị sử dụng những biện pháp trấn áp có hệ thống chống lại kẻ thù và áp dụng luật lệ riêng biệt cho cảnh sát mật Liên Xô: "Trong tình trạng hiện tại thì thật là cần thiết là phải yểm trợ nhóm Tscheka..., phải cô lập những kẻ thù giai cấp trong những trại tập trung để mà bảo vệ chế độ Cộng hòa, bất cứ ai mà dính líu tới các âm mưu, các cuộc nổi dậy phải bị xử bắn ngay tại chỗ." Từ đó, nhóm Tscheka trở thành một nhà nước trong nhà nước, một bộ phận quyền lực, thi hành những biện pháp trấn áp theo một quy trình khá rõ ràng.
Lenin là người đã chính thức hóa việc sử dụng quyền lực một cách chuyên chế để chống lại kẻ thù của Cách mạng, nhưng Lenin nghiêm cấm việc sử dụng bạo lực chống lại những người cùng hàng ngũ. Thanh trừng tiếng Nga: "Tschistka" theo Lenin chỉ là một biện pháp để giáo dục những đồng chí kém phẩm chất tự giác trở lại đúng con đường mà đảng hoạch định. Những thành phần này phải tự kiểm điểm công cộng và trong trường hợp vẫn còn nghi vấn sẽ bị khai trừ ra khỏi đảng.
Stalin đã biến bộ máy cảnh sát mật thành một bộ máy hỗ trợ thanh lọc chính trị, ông là người quyết định và ra lệnh, ai là bạn và ai là thù, ai là kẻ phản bội cần phải bị loại trừ. Ngay từ trong thập niên 1920 Stalin đã bắt đầu loại trừ những đối thủ hoặc những người ông cho là đối thủ chính trị của mình ra khỏi đảng Cộng sản Liên Xô. Sau đó các phạm nhân thường bị xét xử qua những vụ án chỉ để tác động dư luận quần chúng, hay xử ngầm, bị xử tử, nhốt tù hay tù lao động trong các trại tù Gulag.
Khi quá trình này được thực hiện, Stalin đã củng cố quyền lực của mình ở gần mức tuyệt đối vào năm 1934 với việc Bí thư Thành ủy Leningrad Sergei Mironovich Kirov bị ám sát như một hoàn cảnh để tung ra cuộc thanh lọc lớn chống lại những kẻ bị cho là phần tử xấu, nổi tiếng nhất là những cán bộ cao tuổi và những thành viên từ chức vụ thấp đến cao trong Đảng Bolshevik. Lev Davidovich Trotsky đã bị khai trừ khỏi đảng năm 1927, bị đưa tới Kazakhstan năm 1928 và sau đó bị trục xuất hoàn toàn khỏi Liên Xô năm 1929. Stalin đã sử dụng các vụ thanh lọc để loại bỏ những người mà ông không tin tưởng, buộc tội Grigory Yevseevich Zinoviev và Lev Borisovich Kamenev đứng đằng sau vụ sát hại Kirov và có kế hoạch lật đổ chế độ Stalin. Cuối cùng, những người bị cho là liên quan đến việc này và các âm mưu khác với số lượng hàng chục nghìn người gồm nhiều cựu Bolshevik và thành viên cao cấp của đảng bị buộc tội âm mưu và phá hoại để giải thích cho những vụ tai nạn công nghiệp, sự thâm hụt sản xuất và các tai nạn khác của nền kinh tế. Các biện pháp để chống lại những người đối lập và bị nghi ngờ gồm việc giam giữ trong các trại lao động (Gulag) tới xử bắn (con trai Trotsky, Lev Sedov và giống như Sergei Kirov bản thân Trotsky khi lưu vong nước ngoài cũng chết bởi điệp viên của Stalin năm 1940). Thời kỳ từ 1936 đến 1937 thường được gọi là "Nỗi khiếp sợ vĩ đại", với hàng trăm nghìn người (thậm chí chỉ đơn giản bị nghi ngờ chống đối chế độ Stalin) bị xử bắn hoặc bị bỏ tù.
Nhiều tòa án trình diễn đã được tổ chức ở Moskva để phục vụ như ví dụ cho những phiên tòa mà tòa án địa phương sẽ tiến hành ở những nơi khác trong đất nước. Có bốn vụ xử quan trọng từ 1936 đến 1938, Phiên tòa Mười sáu tên là vụ đầu tiên (tháng 12 năm 1936); sau đó là Phiên tòa Mười bảy tên (tháng 1 năm 1937); rồi Phiên tòa các vị tướng Hồng Quân, gồm cả nguyên soái Mikhail Nikolayevich Tukhachevsky (tháng 6 năm 1937); và cuối cùng là Phiên tòa Hai mốt tên, gồm cả Nikolai Ivanovich Bukharin (tháng 3 năm 1938).
Ngày 2 tháng 6, trong một cuộc họp của 116 tướng lĩnh cao cấp của Hồng quân, Stalin lên tiếng về vụ bắt giữ Mikhail Nikolayevich Tukhachevsky là "không nghi ngờ gì nữa, một âm mưu quân sự - chính trị do bè lũ phát - xít Đức kích động và tài trợ chống lại Nhà nước Liên Xô đã xảy ra", sau đó Tukhachevsky bị kết án tử hình cùng với 7 sĩ quan khác của Hồng quân trong phiên xử kín được biết dưới tên "Vụ án bè lũ phản cách mạng Trotskyist trong Hồng quân".
Trong thời gian Chiến tranh lạnh, một số nhà sử học đặt nghi vấn rằng các điệp viên Đức, dưới sự chỉ đạo của Heinrich Himmler và Reinhard Heydrich đã phát tán các tài liệu giả về mối quan hệ giữa M. N. Tukhachevsky với Bộ Tổng tham mưu Quân đội Đức Quốc xã để gieo rắc nghi ngờ ở Stalin, qua đó làm Hồng quân suy yếu. Theo giả thiết này, các tài liệu giả được chuyển cho tổng thống Tiệp Khắc Edvard Beneš, ông này tin tưởng vào giá trị của chúng và đã trao nó cho Stalin.
Tuy nhiên, các tài liệu lưu trữ được công bố sau khi Liên Xô sụp đổ cho thấy rằng NKVD (НКВД СССР) đã đứng đằng sau kế hoạch này khi thông qua một điệp viên của mình chuyển thông tin giả cho Reinhard Heydrich, còn Reinhard Heydrich thì chớp cơ hội bịa ra những tài liệu đáng tin cậy hơn và chuyển trở lại cho các nguồn trung gian. Cũng theo nguồn tài liệu lưu trữ này được phân tích bởi sử gia Mỹ J. Arch Getty, thì Tukhachevsky được Stalin nhận định là không thuộc nhóm "Đảng trước, Quân đội sau" như Voroshilov và Budenny, trong khi chính sách của Stalin trong nửa sau năm 1937, là "tiêu diệt bất kỳ ai nghi ngờ có biểu hiện hoặc có tiềm năng là không trung thành với nhóm Stalin". Thái độ này của Stalin cũng được sử gia Otto Preston Chaney xác nhận khi cho rằng "một số nhân chứng trong cuộc khẳng định rằng kế hoạch buộc tội Tukhachevsky do NKVD chuẩn bị và thực hiện không thể không được Stalin thông qua"..
Ngoài ra phần lớn các lãnh đạo quân đội chung quanh thống chế Mikhail Nikolayevich Tukhachevsky bị buộc tội có âm mưu chống Đảng và bị cách chức hoặc bắt giữ. Nhiều người cộng sản có nguồn gốc ở nơi khác, di cư sang Liên Xô cũng trở thành đối tượng thanh lọc. Năm 1940, chính người có trách nhiệm lớn trong việc thi hành các cuộc thanh trừng Nikolai Jeschow, mà từ 1936 tới 1938 là bộ trưởng Bộ Nội vụ và ứng cử viên Bộ chính trị, cũng như người tiền nhiệm của ông Genrich Yagoda cũng đã bị xử lý với tội danh lạm quyền. Thay thế ông vào ngày 24 tháng 11 năm 1938 là Lawrenti Beria, đã cùng với Ivan Serov tiếp tục các cuộc thanh lọc chính trị
Stalin không những trừng phạt những người mà ông cho là phần tử phá hoại, trong đó có nhiều người cộng sản ngoại quốc mà sống ở Liên Xô hay vì bị truy đuổi phải tị nạn ở đó, ngoài ra còn cả những dân tộc thiểu số ở Liên Xô bị đưa vào trại lao động (Gulag) do có hành động chống Nhà nước Xô viết. Ngay cả những chủ điền hay những người bị xếp vào hạng này, các linh mục, thầy tu và con chiên cũng bị thanh lọc. Nhiều người không dính líu gì đến chính trị như công nhân, nông dân, nhà khoa học, sử gia, nhà văn, họa sĩ, nhạc sĩ... cũng bị bắt vì những lý do như phá hoại sản xuất, có quan điểm trái ngược với chủ nghĩa Marx - Lenin... Ngay cả người dân của các vùng mà bị Hồng quân chiếm đóng cũng bị thanh lọc như người Baltic, Ba Lan, Hungary, Romania, Đức như vụ xử bắn Katyn với sự đồng ý của Stalin trên 20 ngàn tù binh Ba Lan đã bị xử bắn.

## Vai trò của Stalin

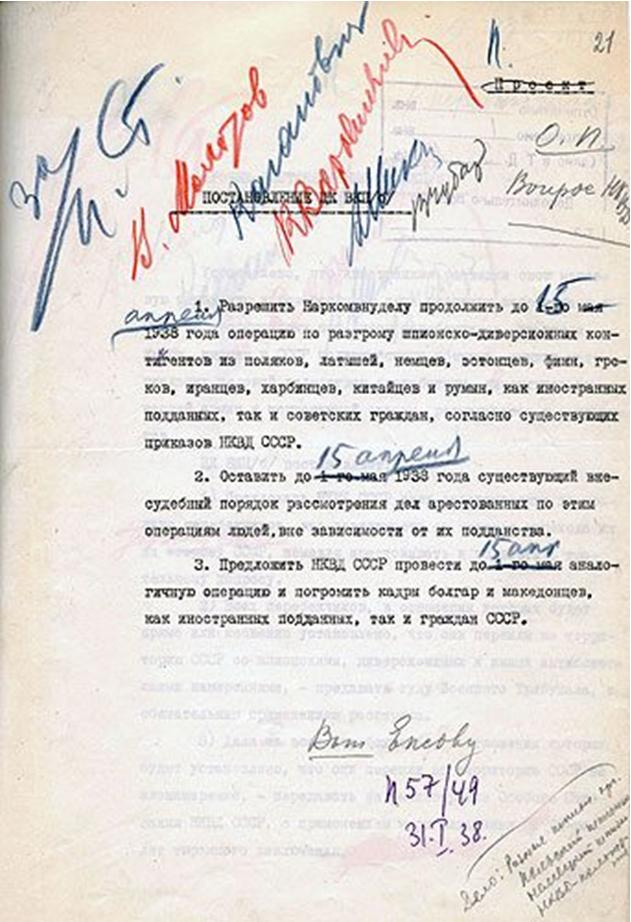
Bản danh sách trong đại thanh trừng được ký bởi Stalin, Molotov, Kaganovich, Voroshilov, Mikoyan và Chubar.

Các sử gia khi xem các tài liệu các văn khố Nga đã chứng nhận là Stalin đã tham dự chặt chẽ vào cuộc thanh lọc. Sử gia Nga Oleg V. Khlevniuk nhận định "...những lý thuyết là cuộc thanh lọc xảy ra bất thình lình, do mất sự kiểm soát của trung ương về việc trấn áp tập thể, và về vai trò các lãnh tụ địa phương về việc gây ra cuộc thanh trừng là thiếu những bằng chứng lịch sử." Chính cá nhân Stalin đã điều hành Yezhov tra khảo những người đã không nhận tội. Thí dụ, ông ta đã nói với Yezhov "Không phải bây giờ là lúc để ép hắn và buộc hắn báo cáo về những việc làm bẩn thỉu của hắn hay sao? Hắn đang ở đâu, nhà tù hay khách sạn?". Trong một trường hợp khác, khi xem lại một trong các danh sách của Yezhov, ông ta đã thêm tên của M. I. Baranov vào và nói "đánh, đánh!"
Bên cạnh việc cho phép tra khảo, Stalin cũng đã ký 357 danh sách vào năm 1937 và 1938 cho phép xử tử 40.000 người, và vào khoảng 90% số người này đã được xác nhận là đã bị bắn. Trong khi xem lại một trong những danh sách này, Stalin đã lẩm bẩm một mình: "Trong 10 hay 20 năm nữa, ai còn nhớ tới những người này? Không ai cả. Ai còn nhớ dến những tên mà Ivan Hung đế đã loại trừ? Không ai cả."
Tuy nhiên, cũng là không công bằng nếu quy mọi trách nhiệm cho Stalin. Stalin đã không thể tiến hành hoặc kiểm soát tất cả mọi thứ đã xảy ra trong Đảng và cả nước. Trong một ngày, Stalin phải đưa ra hàng trăm quyết định mà ông chịu trách nhiệm, từ chăn nuôi heo đến tàu điện ngầm, rồi chính sách bảo vệ Tổ quốc. Ông phải gặp hàng loạt các chuyên gia, nghe hàng chục báo cáo và giải quyết tranh chấp khác nhau giữa các phe phái về việc phân bổ ngân sách hoặc nhân sự. Ông là một nhà điều hành, và thực tế đó buộc ông phải uỷ quyền cho cấp dưới của mình, mỗi người có ý kiến của riêng mình, với các lợi ích khác nhau. Các cán bộ địa phương được ủy quyền hoàn toàn có thể hiểu sai hoặc làm trái với những gì mà Stalin chỉ đạo ban đầu, khiến việc thanh lọc trở nên tràn lan, dẫn tới kết quả tiêu cực vượt ngoài phạm vi và mục đích mà Stalin đề ra ban đầu.
Đến giữa thập niên 1980, John Arch Getty, một nhà sử học Mỹ thuộc phái xét lại cho rằng phạm vi quá rộng của những cuộc thanh trừng là kết quả của những căng thẳng to lớn giữa Stalin và các lãnh đạo Đảng Cộng sản tại các địa phương, những người lo rằng bản thân mình cũng bị nghi ngờ, phải tìm ra thật nhiều kẻ "giơ đầu chịu báng" tại địa phương của mình để thực hiện trấn áp. Theo cách này, họ thể hiện sự cảnh giác và không khoan nhượng với những kẻ thù của nhân dân, từ đó tạo được niềm tin với Stalin. Vì thế, do thói đa nghi, cuộc thanh lọc đã lan tràn vô kiểm soát và vượt ra ngoài phạm vi và mục đích ban đầu, "một chuyến bay rơi vào tình trạng hỗn loạn" (Getty, 1985).
Quy mô cuộc thanh lọc trở nên tràn lan cũng là do sự hăng hái quá mức, thậm chí lạm quyền của các cán bộ tại một số địa phương. Ở một số nơi, Andreev nói với Stalin rằng các lãnh đạo đảng địa phương, thông qua kiểm soát của NKVD địa phương, đã bắt giữ oan sai một số lượng lớn người dân vô tội. Tại Saratov, Andreev báo cáo rằng các lãnh đạo địa phương đã làm giả chữ ký của những người bị bắt, nhiều người dân vô tội đã bị bắt giữ. Với sự chấp thuận của Stalin, Andreev tổ chức các cuộc điều ra đặc biệt để xem xét các trường hợp bị oan sai, riêng ở Voronezh là 600 người và đã trả tự do cho những người bị bắt oan, trong khi các lãnh đạo địa phương giờ bị kết tội lạm quyền. Ngay từ trước năm 1938, đã có 53.700 kháng cáo chống lại việc bị xử lý chính trị. Vào tháng 8 năm 1938, đã có 101.233 kháng cáo. Tại thời điểm đó, trong tổng số 154.933 kháng cáo, các cấp ủy Đảng đã kiểm tra 85.273, trong đó 54% số người đã được khôi phục danh dự.

## Sự can thiệp của Stalin để kết thúc cuộc thanh trừng
Sự lạm quyền của một số cán bộ Đảng địa phương đã dẫn tới việc vô cớ kết án và những tội ác trong các cuộc thanh lọc. Tuy nhiên, với tầm nhìn xa của mình, Stalin đã tố cáo những vấn đề về sự lạm quyền của các cán bộ địa phương khi cuộc thanh lọc chỉ mới diễn ra trong 6 tháng. Hội nghị Ủy ban Trung ương Trung ương tháng 1/1938 đã ra nghị quyết yêu cầu chấm dứt việc kết án vội vã dẫn tới oan sai, nhưng nghị quyết này vẫn bị bỏ qua bởi một số cán bộ địa phương
Sau Hội nghị Ủy ban Trung ương Trung ương tháng 1/1938, các vụ thanh lọc đã bị hạn chế và được theo dõi cẩn thận bởi Stalin cũng như chịu sự giám sát nghiêm ngặt của các cơ quan Đảng. Trong suốt mùa hè và mùa thu năm 1938, các vụ bắt giữ các quan chức Đảng hàng đầu vẫn tiếp tục, nhưng luôn phải có chấp thuận của Stalin để tránh địa phương lạm quyền. Các lãnh đạo của Đảng khu vực đánh giá cao sự "lành mạnh" trong bầu không khí chính trị. Trong tháng 6/1938, thư ký thứ ba của Đảng bộ tỉnh Rostov, M. A. Suslov, báo cáo tại một hội nghị Đảng rằng tình hình trên địa bàn tỉnh đã được cải thiện so với nửa năm trước đây: "Việc thực hành khai trừ một cách bừa bãi Đảng viên đã chấm dứt. Dần dần không khí đa nghi đã bị phá bỏ. Các lãnh đạo Tỉnh ủy đã quan tâm và chăm chú điều tra các khiếu nại của những người bị khai trừ"
Đến cuối năm 1938, cuộc thanh lọc kết thúc, không khí chính trị tại Liên Xô bình ổn trở lại.
Theo Gabor Rittersporn, những gì nổi lên từ các bằng chứng gốc là "Đại thanh trừng" cho thấy rõ ràng là nó không có những đặc điểm của "một chiến dịch tiêu diệt được lên kế hoạch tỉ mỉ của 1 đầu óc khao khát trả thù và quyền lực tuyệt đối, được thực hiện bởi các lực lượng biết vâng lời Stalin" như cách hiểu của phương Tây. Ngược lại, nó sinh ra bởi các hoạt động của một chế độ mà rõ ràng là lãnh đạo nhiều nơi nằm ngoài tầm kiểm soát của Stalin, và ông không thể quản lý nổi (những lãnh đạo địa phương này)... những sự kiện năm 1936-1938 là những biểu hiện của một loại "chiến tranh dân sự" đối với chính giới cầm quyền.
Tại Đại hội Đảng ngày 18 tháng 3 năm 1939, cả Stalin, Molotov, và Zhdanov đã phê phán những "sai lầm nghiêm trọng" và bệnh nghi ngờ đã ảnh hưởng xấu nhất công việc của Đảng. Zhdanov, người đã cho một trong những báo cáo chính trị tại Đại hội, khiển trách các tổ chức Đảng địa phương là "thừa thãi lòng nhiệt thành đến mức ngu ngốc", "trích dẫn các bằng chứng giả và giả định về tội đồng lõa". Cuộc bỏ phiếu tại Đại hội đã tổng kết rằng cuộc thanh lọc là kém hiệu quả và gây nhiều hậu quả xấu. Điều lệ Đảng được thông qua tại Đại hội lần này đã đưa ra quy định mới đối với quyền kháng cáo của người bị kết án, cũng như cấm việc thanh lọc hàng loạt. Một nguyên tắc mới được thông qua tại Đại hội lần thứ 18: "Khi những câu hỏi về việc khai trừ một thành viên của Đảng hoặc phục hồi của một thành viên bị khai trừ được thảo luận, sự thận trọng tối đa và xem xét đến tình bạn hữu phải được thực hiện, và các căn cứ cho các cáo buộc chống lại Đảng viên phải được điều tra kỹ lưỡng."

## Số người bị xử lý
Tổng số người bị xử lý trong thời gian này không được biết chắc, và cũng khó mà kiểm tra được, theo ủy ban Schatunowskaja, điều tra theo lệnh của Nikita Sergeyevich Khrushchyov thì từ 1/1/1935 cho tới tháng 7/1940, các cơ quan an ninh Liên Xô đã cho thẩm vấn 19.840.000 người; 7 triệu trong số đó trải qua giam giữ, trong đó khoảng hơn 700 ngàn đã bị kết án tử hình. Theo số liệu được chính phủ Liên Xô giải mật vào năm 1990, số người bị tử hình vì các tội danh chính trị trên toàn Liên Xô trong toàn giai đoạn 1930-1950 chỉ là 780.000. Tuy vậy, một số chuyên gia cho rằng các bằng chứng từ tư liệu của Liên Xô đã được làm giảm nhẹ đi, không hoàn chỉnh, hoặc là không đáng tin.. Theo Jörg Baberowski, giáo sư về Đông Âu tại đại học Humboldt ở Berlin, cao điểm của các cuộc trấn áp là từ tháng 7 năm 1937 cho tới giữa tháng 11 năm 1938. Trong giai đoạn này, đã có 1,5  triệu người bị bắt, trong số đó gần một nửa bị xử bắn, những người khác (ngoại trừ số được thả ra do không đủ chứng cứ) bị giam giữ hay đưa vào trại lao động Gulag Theo Stephen F. Cohen, đến 70% số người bị xử lý không phải là thành viên của Đảng Cộng sản Liên Xô mà là dân thường.
Theo các tài liệu Liên Xô được giải mật, trong khoảng thời gian từ năm 1937 tới năm 1938, tổ chức NKVD bắt giữ 1.548.367 người, trong đó 681.692 bị xử bắn, trung bình 1.000 vụ xử bắn một ngày. Sử gia Michael Ellman cho rằng ước đoán chính xác nhất về số người chết do cuộc thanh lọc của Stalin trong khoảng hai năm đó là chừng 950.000 tới 1,2 triệu người, bao gồm cả những người chết trong trại giam và những người chết ít lâu sau khi được thả từ các trại giam Gulag. Ông cũng cho rằng đó là ước tính mà các sử gia và giáo viên sử học Nga nên sử dụng.
Theo "Tổ chức Tưởng niệm":
- Trong các cuộc điều tra do Bộ An Ninh NKVD (GUGB NKVD) có:
  - Ít nhất 1.710.000 người bị bắt
  - Ít nhất 1.440.000 người bị kết án
  - Ít nhất 724.000 bị kết án tử hình, trong số đó: 436.000 người bị kết án tử hình bởi lực lượng Troykas thuộc NKVD, như một phần chiến dịch Kulak, 247.000 người bị kết án tử hình bởi lực lượng Dvoikas thuộc NKVD và Lực lượng đặc nhiệm Troykas như một phần của chiến dịch sắc tộc, 41.000 người bị kết án tử hình bởi Tòa án binh
- Trong số các vụ xử tháng 10 năm 1936 tới tháng 11 năm 1938:
  - Ít nhất 400.000 người bị kết án lao động cải tạo bởi lực lượng cảnh sát Troykas do những tội quy về tệ nạn xã hội (социально-вредный элемент, СВЭ)
  - Ít nhất 200.000 người bị cưỡng bức di cư hoặc bị trục xuất theo Thủ tục hành chính

Ngoài ra, ít nhất 2 triệu người bị kết án bởi các tòa án do phạm các tội như trộm cắp, cướp giật, lừa đảo, tình báo, phá phương tiện, phá hoại, hoạt động chống Xô viết, âm mưu bạo loạn và đảo chính... trong số đó khoảng 800 ngàn người bị kết án vào các trại trại lao động Gulag, nơi mà họ phải làm việc tại những vùng rừng núi xa xôi, phải phá rừng, làm đường, đào sống rạch, làm đường sắt, xây nhà cửa, những công việc ở hầm mỏ. Thí dụ như kênh đào White Sea–Baltic, một phần của tuyến Đường sắt xuyên Sibir cũng như tuyến đường sắt Baikal-Amur-Magistrale do các tù nhân xây. Nhiều người chết trong các trại lao động vì bệnh tật, tai nạn, làm việc quá sức. Các biện pháp xử tử cũng được thử nghiệm, ví dụ như phun hơi độc vào một số người bị nhốt phía sau một chiếc xe tải van đã được chuyển đổi cho mục đích này.
Theo chủ tịch hội đồng quốc gia Áo Ts. Heinz Fischer, qua nhiều năm nghiên cứu tại văn khố Nga, đây là một cuộc trấn áp rộng khắp. Trong số 7 người trong bộ chính trị của Lenin, tất nhiên ngoài Stalin, không ai thoát khỏi cuộc việc bị "Tschistka" xử lý. Trong số 19 thành viên của bộ chính trị 1934, năm 1938 chỉ có bảy người còn lại, từ 139 thành viên ủy ban trung ương 1934, chỉ có 41 người sau năm 1941 vẫn chưa bị chết hoặc bị bắt giam. 98 người trong số 139 ủy viên chính thức và dự khuyết của Ban Trung ương do Đại hội thứ XVII bầu ra, nghĩa là 70 %, đã bị bắt giữ và bị xử bắn (phần đông vào những năm 1937-38) (Trong diễn văn Về sùng bái cá nhân và những hậu quả của nó). Tương tự như vậy người ta có thể suy đoán con số đại biểu đảng và cán bộ cấp địa phương bị thanh lọc. Trong lực lượng quân đội Liên Xô, 3/5 Nguyên soái, 14/16 Tư lệnh Tập đoàn quân, 60/87 Quân đoàn trưởng, 136/199 Sư đoàn trưởng, tổng cộng 40.000 sĩ quan Hồng quân đã bị xử lý trong cuộc thanh lọc.
Một số chuyên gia cho rằng các bằng chứng từ tư liệu của Liên Xô đã được làm giảm nhẹ đi, không hoàn chỉnh, hoặc là không đáng tin. Ví dụ, Robert Conquest cho rằng số vụ xử tử hình trong những năm xảy ra cuộc Đại thanh trừng có lẽ không phải là 681.692 người, mà phải nhiều gấp hai lần rưỡi. Ông này cho rằng KGB đã che đậy bớt dấu vết bằng cách giả mạo ngày tháng và nguyên nhân cái chết của những nạn nhân được minh oan sau đó.

## Mục đích của trấn áp
Việc gì dẫn tới những cuộc thanh lọc của Stalin và nó đóng vai trò nào trong hệ thống quyền lực của chủ nghĩa Stalin, là một đề tài gây nhiều tranh cãi giữa các nhà nghiên cứu.

### Sự đa nghi trước các mối đe dọa
Một số, như Oleg Gordievsky và Christopher Andrew, cho là Stalin quá tin vào những thuyết âm mưu khiến ông bị mắc chứng hoang tưởng và trở nên quá đa nghi. Dimitri Wolkogonow thì cho rằng Stalin thực sự muốn chống lại những âm mưu của phe Trotsky và những người nằm vùng cho chủ nghĩa tư bản, mà cho là các cuộc thanh lọc là những tính toán duy lý để bảo vệ chế độ Liên Xô và giữ vững quyền lực của mình: "Guồng máy trấn áp, mà Stalin trong thập niên 1930 đã để cho hoành hành, không chỉ làm cho các cán bộ cấp dưới trở nên cuồng tín, mà chính cả ông nữa. Có thể là nó đã trải qua các giai đoạn sau: Ban đầu là cuộc chiến đấu chống lại những phe thù nghịch, theo đó là việc hủy diệt kẻ thù của chính bản thân, và sau cùng việc sử dụng bạo lực để bày tỏ lòng thần phục đối với lãnh tụ.

### Chống nạn tham nhũng, biến chất
Tại Đại hội lần thứ 13 của Đảng tháng 5 năm 1924, Stalin đã nói rằng Đảng không thể củng cố hàng ngũ của mình nếu không có những cuộc thanh lọc định kỳ đối với những kẻ suy thoái, biến chất trong nội bộ:
Đồng chí Lenin đã dạy chúng ta rằng Đảng chỉ có thể tăng cường bản thân chỉ khi nó đều đặn tự phê bình chống lạo những tư tưởng suy thoái thâm nhập vào hàng ngũ của mình. Chúng ta sẽ đi ngược lại Lênin nếu chúng ta phủ nhận những cuộc thanh lọc trong Đảng nói chung. Đối với các cuộc thanh lọc hiện tại, có gì là sai với nó? Người ta nói rằng những sai lầm cá nhân đã được thực hiện. Đương nhiên là có. Nhưng đã có bao giờ một công việc lớn là không gặp phải những sai lầm cá nhân? Không bao giờ. Sai lầm cá nhân có thể và sẽ xảy ra; nhưng cuộc thanh lọc là điều đúng... Dường như với tôi, hoàn toàn cần thiết là việc Đảng đứng ra với một cây chổi để quét sạch (rác rưởi), bây giờ và một lần nữa.

### Chống gián điệp và phá hoại
John Scott coi cuộc thanh trừng là một biện pháp hữu hiệu để chống lại gián điệp và bảo vệ đất nước:
Ngày nay, chúng ta biết rằng nhiều viên chức cao cấp, bị kết án và gửi đến Siberia vào năm 1937, sau đó được phục hồi chức vụ trong thời gian chiến tranh, đã phản bội và tham chiến cho Hitler! Rõ ràng các biện pháp thực hiện trong Đại thanh trừng là hoàn toàn hợp lý.
Để biện minh cho việc gia nhập Đức Quốc xã, Vlasov đã viết một bức thư ngỏ: "Tại sao tôi bước vào con đường đấu tranh chống Bolshevik." Những gì là bên trong lá thư đó là rất quen thuộc. Đầu tiên, những lời chỉ trích của ông ta về chế độ Xô viết là giống hệt với những lý lẽ của nhóm Trotsky và phe cánh hữu phương Tây.
"Chính xác là các cuộc thanh trừng và các chiến dịch giáo dục đi kèm với nó đã giúp nhân dân Liên Xô có được sức mạnh tư tưởng để chống lại Đức Quốc xã. Nếu họ không có ý chí kiên định để chống lại Đức quốc xã bằng mọi phương tiện, rõ ràng rằng phát xít Đức đã có thể chiếm được Stalingrad, Leningrad và Moskva. Nếu các gián điệp phát xít ("đội quân thứ năm") thành công trong việc duy trì sự tồn tại, nó đã có thể tìm được sự ủng hộ của các phần tử chủ bại hoặc phản bội trong Đảng. Nếu sự lãnh đạo của Stalin bị lật đổ, Liên Xô sẽ đầu hàng, cũng như Pháp. Một chiến thắng của Đức quốc xã ở Liên Xô đã có thể ngay lập tức cổ vũ xu hướng ủng hộ Phát xít trong giai cấp tư sản Anh, vẫn mạnh mẽ dưới thời Chamberlain, và làm mất thế thượng phong từ nhóm chống phát xít của Churchill. Phát xít Đức có lẽ sẽ chiếm ưu thế trên toàn thế giới.
Cách mạng Tháng Mười giành được sự hận thù của giới quý tộc cũ, các sĩ quan quân đội Sa hoàng cũ và những đội quân Bạch Vệ khác nhau, viên chức nhà nước từ ngày trước chiến tranh, các doanh nhân, địa chủ nhỏ, và kulaks. Tất cả những người đó có nhiều lý do để căm ghét sức mạnh của Liên Xô, cho rằng nó đã tước đoạt của họ một cái gì đó mà họ đã từng có trước đây. Bên cạnh đó là tìng trạng nội bộ nguy hiểm, những người đàn ông và phụ nữ là đối tượng khai thác tốt cho gián điệp nước ngoài.
Điều kiện địa lý cũng là vấn đề với chính phủ Liên Xô: các nước đông dân và nghèo tài nguyên như Nhật Bản và Italy, các quyền lực hung hăng như Đức Quốc xã sẽ không do dự để xâm nhập vào Liên Xô với các gián điệp của họ, nhằm thiết lập các tổ chức và gây ảnh hưởng, như họ đã làm vào tất cả các nước khác. Những tác nhân như vậy đã thúc đẩy những cuộc thanh lọc.
Trong cuốn sách được viết sau 10 tuần ở Liên Xô vào năm 1941, Quentin Reynolds nói: 
"Hôm nay đã không còn một gián điệp, không còn một kẻ phản bội nào ở nước Nga Xô Viết. Người Đức đã cố gắng một cách tuyệt vọng để thiết lập các tòa án với người dân địa phương là người đứng đầu danh nghĩa của các tòa án đó khi họ chiếm các thành phố như Odessa, Kiev, và những nơi khác trong cuộc tiến quân thành công của họ vào mùa thu năm ngoái. Nhưng trong mọi trường hợp, Đức không thu được thành công. Những kẻ phản bội tiềm năng, tất cả đã bị tống vào các trại lao động của phía bắc xa xôi. Stalin biết rõ những gì ông đã làm vào năm 1938: tinh thần đoàn kết tuyệt vời của người dân nước Nga hiện nay và tinh thần hoàn toàn không khiếp sợ trước thảm kịch khủng khiếp mà Đức gây ra là bằng chứng thực tế rằng người dân Nga chấp nhận các cuộc thanh trừng của Stalin. Nói cách khác, đó là việc "Bạn không thể làm món trứng tráng mà không đập vỡ quả trứng".
Năm 2010, Nguyên soái Dmitry Yazov cho rằng:
Bây giờ, thật quá dễ dàng để đánh giá về các vụ hành quyết và các trại tập trung. Còn trong những năm 1930, có rất nhiều kẻ thù đối với chính quyền trong nước. Có rủi ro rất lớn là đất nước có thể quay lại con đường cũ. Và rồi sao - Chả nhẽ Stalin phải cam chịu nhìn tất cả những điều này ư? Nếu anh muốn, vấn đề sẽ là thế này - hoặc thế kia sao...
Anh hãy đọc tài liệu, đọc lại các tài liệu mà xem! Phần lớn những người bị đàn áp là ai? Đó là những tên cướp, những kẻ phạm tội nhiều lần, những tên tội phạm, kẻ trộm, kẻ phá hoại hoặc có âm mưu phá hoại. Một số bọn chúng tham gia nổ mìn phá các hầm mỏ, bọn khác thì phá đường ray lật đổ các đoàn tàu, có những tên thì chuyên gây thảm họa trong các nhà máy...
Stalin đã hành động theo quy luật đấu tranh chính trị. Sinh mệnh của quốc gia bị đe dọa, và phải cứu quốc gia tránh khỏi sự chống phá của kẻ thù. Thuật ngữ "kẻ thù của nhân dân" xuất hiện như là kết quả của cơn sốt chính trị.
Tùy theo nhãn quan chính trị mà việc đánh giá cuộc thanh lọc Stalin là rất khác nhau. Ngày nay, sách giáo khoa lịch sử của Nga nhìn nhận cuộc trấn áp của Stalin một cách khách quan hơn. Trong thời kỳ này, ở Liên Xô luôn tồn tại chủ nghĩa dân tộc cực đoan đe dọa gây ra thảm họa mới cho đất nước. Trong khoảng thời gian 1944-1954, đã có tới 40.000 dân thường chết do lực lượng theo chủ nghĩa dân tộc gây ra. Stalin đã cứng rắn và khôn khéo lãnh đạo đất nước dập tắt phong trào này, góp phần củng cố, phát triển Liên bang Xô-Viết. Sách giáo khoa mới đã đánh giá việc trấn áp của Stalin là phù hợp với tình hình lúc bấy giờ. Đối với vấn đề thanh lọc nội bộ cũng được sách bình luận theo chiều hướng tích cực: Trấn áp không phải để "lạm sát người vô tội" mà bản ý của Stalin là loại bỏ những cán bộ kém năng lực, suy thoái đạo đức, tham nhũng trong nội bộ chính quyền. Thực tế này được xem là khát vọng của Stalin muốn bảo đảm cho bộ máy quản lý phát huy hiệu quả lớn nhất.

### Sách báo chuyên khảo
- Brandenberger, David (2011). Propaganda State in Crisis: Soviet Ideology, Indoctrination, and Terror Under Stalin, 1927-1941 [Nhà nước tuyên truyền lâm vào khủng hoảng: Ý thức hệ Xô viết, Truyền thụ, và Khủng bố dưới thời Stalin, 1927-1941]. New Haven & London: Nhà xuất bản Đại học Yale. ISBN 9780300155372.
- Conquest, Robert (2008). The Great Terror: A Reassessment [Đại Khủng bố: Một đánh giá lại]. Anh: Nhà xuất bản Đại học Oxford. ISBN 9780195316995.
- Chase, William J. (2001). Enemies Within the Gates? The Comintern and the Stalinist Repression, 1934-1939 [Kẻ thù bên trong ngưỡng cửa? Quốc tế Cộng sản và cuộc áp bức Stalinist, 1934-1939]. Hoa Kỳ: Nhà xuất bản Đại học Yale. ISBN 9780300133196.
- Figes, Orlando (2008). The Whisperers: Private Life in Stalin's Russia [Những kẻ thì thầm: Đời tư ở nước Nga của Stalin]. Anh: Penguin Books Limited. ISBN 9780141808871.
- Fitzpatrick, Sheila (2017). On Stalin's Team: The Years of Living Dangerously in Soviet Politics [Theo nhóm của Stalin: Những năm sống hiểm nguy trong nền chính trị Liên Xô]. Anh: Nhà xuất bản Đại học Princeton. ISBN 9780691175775.
- ———— (1999). Everyday Stalinism: Ordinary Life in Extraordinary Times: Soviet Russia in the 1930s [Chủ nghĩa Stalin hằng ngày: Đời sống bình thường trong thời kỳ bất thường: Nga Xô viết những năm 1930]. Anh: Nhà xuất bản Đại học Oxford. ISBN 9780199839247.
- Getty, John A. (1987) [1985]. Origins of the Great Purges: The Soviet Communist Party Reconsidered, 1933-1938 [Các nguồn gốc của Đại Thanh trừng: Xem xét lại Đảng Cộng sản Liên Xô, 1933-1938]. Anh: Nhà xuất bản Đại học Cambridge. ISBN 9780521335706.
- ————; Naumov, Oleg V. (2010) [1999]. Road to Terror: Stalin and the Self-Destruction of the Bolsheviks, 1932-1939 [Đường tới Khủng bố: Stalin và sự tự hoại của Đảng Bolshevik, 1932-1939]. Hoa Kỳ: Nhà xuất bản Đại học Yale. ISBN 9780300142419.
- Goldman, Wendy Z. (2011). Inventing the Enemy: Denunciation and Terror in Stalin's Russia [Bịa đặt ra kẻ thù: Đấu tố và khủng bố ở nước Nga của Stalin]. Anh: Nhà xuất bản Đại học Cambridge. ISBN 9781139498012.
- Halfin, Igal (2009). Stalinist Confessions: Messianism and Terror at the Leningrad Communist University [Những lời thú tội Stalinist: Chủ nghĩa Messiah và Khủng bố tại Đại học Cộng sản Leningrad]. Hoa Kỳ: Nhà xuất bản Đại học Pittsburgh. ISBN 9780822973522.
- Harris, James R. (2016). The Great Fear: Stalin's Terror of the 1930s [Nỗi sợ lớn: Khủng bố của Stalin những năm 1930]. Anh: Nhà xuất bản Đại học Oxford. ISBN 9780199695768.
- Khlevniuk, Oleg V. (2015). Stalin: New Biography of a Dictator [Stalin: Tiểu sử mới về một nhà độc tài]. Nora Seligman Favorov biên dịch. Anh: Nhà xuất bản Đại học Yale. ISBN 9780300166941.
- ———— (2015). "Top Down vs. Bottom-up: Regarding the Potential of Contemporary "Revisionism"" [Từ trên xuống vs. Từ dưới lên: Về tiềm năng của hướng nghiên cứu "Xét lại"]. Cahiers du Monde russe. Quyển 56 số 4. Aaron Hale‑Dorrell; Angelina Lucento biên dịch. tr. 837–857. doi:10.4000/monderusse.8253.
- ———— (2008). Master of the House: Stalin and His Inner Circle [Chủ quản ngôi nhà: Stalin và nhóm thân cận của ông ta]. Nora Seligman Favorov biên dịch. Anh: Nhà xuất bản Đại học Yale. ISBN 9780300161281.
- Kotkin, Stephen (2017). Stalin: Waiting for Hitler, 1929-1941 [Stalin: Đợi chờ Hitler, 1929-1941]. Anh: Penguin Publishing Group. ISBN 9780735224483.
- Kuromiya, Hiroaki (2014). "Stalin's Great Terror and the Asian Nexus" [Đại Khủng bố của Stalin và mối nối Á châu]. Europe-Asia Studies. Quyển 66 số 5. tr. 775–793. doi:10.1080/09668136.2014.910940. ISSN 0966-8136. JSTOR 24534159.
- ————; Andrejz, Pepłoński (2009). "The Great Terror: Polish-Japanese Connections" [Đại Khủng bố: Mối quan hệ Ba Lan – Nhật Bản]. Cahiers du Monde russe. Quyển 50 số 4. tr. 647–670. doi:10.4000/monderusse.9736. JSTOR 41349463.
- ————; Mamoulia, Georges (2009). "Anti-Russian and Anti-Soviet Subversion: The Caucasian-Japanese Nexus, 1904-1945" [Âm mưu lật đổ chống Nga và chống Xô viết: Mối nối Kavkaz – Nhật, 1904-1945]. Europe-Asia Studies. Quyển 61 số 8. Taylor & Francis. tr. 1415–1440. doi:10.1080/09668130903134822. ISSN 0966-8136. JSTOR 27752356.
- ———— (2007). The Voices of the Dead: Stalin's Great Terror in the 1930s [Tiếng vọng của người đã khuất: Đại Khủng bố của Stalin những năm 1930]. Hoa Kỳ: Nhà xuất bản Đại học Yale. ISBN 9780300123890.
- ———— (2005). "Accounting for the Great Terror" [Giải thích Đại Khủng bố]. Für Geschichte Osteuropas. Quyển 53 số 1. tr. 86–101. JSTOR 41051345.
- Mawdsley, Evan (2003). The Stalin Years: The Soviet Union, 1929-53 [Những năm Stalin: Liên Xô, 1929-53]. Manchester & New York: Nhà xuất bản Đại học Manchester. ISBN 9780719063770.
- McDermott, Kevin (1995). "Stalinist Terror in the Comintern: New Perspectives" [Khủng bố Stalinist bên trong Quốc tế Cộng sản: Những góc nhìn mới]. Journal of Contemporary History. Quyển 30 số 1. Sage Publications. tr. 111–130. doi:10.1177/00220094950300010. JSTOR 260924.
- Morris, James (2004). "The Polish Terror: Spy Mania and Ethnic Cleansing in the Great Terror" [Khủng bố Ba Lan: Cơn sốt gián điệp và thanh lọc sắc tộc trong cuộc Đại Khủng bố]. Europe-Asia Studies. Quyển 56 số 5. Taylor & Francis. tr. 751–766. doi:10.1080/0966813041000235137. ISSN 0966-8136. JSTOR 414748.
- Rayfield, Donald (2007) [2004]. Stalin and His Hangmen: The Tyrant and Those Who Killed for Him [Stalin và những tay đồ tể: Bạo chúa và những kẻ giết người cho y]. Hoa Kỳ: Random House Publishing Group. ISBN 9780307431837.
- Rittersporn, Gábor (2014). Anguish, Anger, and Folkways in Soviet Russia [Thống khổ, giận dữ, và phong tục ở Nga Xô viết]. Hoa Kỳ: Nhà xuất bản Đại học Pittsburgh. ISBN 9780822980254.
- Rogovin, Vadim Z. (2009). Stalin's Terror of 1937-1938: Political Genocide in the USSR [Khủng bố của Stalin giai đoạn 1937-1938: Diệt vong chính trị ở Liên Xô]. Anh: Mehring Books. ISBN 9781893638044.
- ———— (1998). 1937: Stalin's Year of Terror [1937: Năm khủng bố của Stalin]. Anh: Mehring Books. ISBN 9780929087771.
- Schlögel, Karl (2014). Moscow, 1937 [Moskva, 1937]. Đức: Polity Press. ISBN 9780745683621.
- Shearer, David R. (2023). Stalin and War, 1918-1953: Patterns of Repression, Mobilization, and External Threat [Stalin và Chiến tranh, 1918-1953: Mẫu hình áp bức, dân vận, và nguy cơ bên ngoài]. Anh: Taylor & Francis. ISBN 9781000955446.
- ———— (2014) [2009]. Policing Stalin's Socialism: Repression and Social Order in the Soviet Union, 1924-1953 [Bình trị chủ nghĩa xã hội của Stalin: Áp bức và trật tự xã hội ở Liên Xô, 1924-1953]. Hoa Kỳ: Nhà xuất bản Đại học Yale. ISBN 9780300156225.
- ———— (2001). "Social disorder, mass repression, and the NKVD during the 1930s" [Rối loạn xã hội, áp bức quần chúng, và NKVD những năm 1930]. Cahiers du Monde russe. Quyển 42 số 2/4. tr. 505–534. doi:10.4000/monderusse.8465. JSTOR 20174643.
- Thurston, Robert W. (1996). Life and Terror in Stalin's Russia, 1934-1941 [Đời sống và khủng bố ở nước Nga của Stalin, 1934-1941]. Hoa Kỳ: Nhà xuất bản Đại học Yale. ISBN 9780300143652.
- Viola, Lynne (2017). Stalinist Perpetrators on Trial: Scenes from the Great Terror in Soviet Ukraine [Thủ phạm Stalinist hầu tòa: Cảnh tượng Đại Khủng bố tại Ukraina Xô viết]. Anh: Nhà xuất bản Đại học Oxford. ISBN 9780190674175.
- Whitegood, Peter (2015). The Red Army and the Great Terror: Stalin's Purge of the Soviet Military [Hồng quân và Đại Khủng bố: Cuộc thanh trừng Quân đội Xô viết của Stalin]. Hoa Kỳ: Nhà xuất bản Đại học Kansas. ISBN 9780700621170.

### Tuyển tập
- Nhiều tác giả (2013). James Harris (biên tập). The Anatomy of Terror: Political Violence Under Stalin [Giải phẫu khủng bố: Bạo lực chính trị dưới thời Stalin]. Oxford: OUP Oxford. ISBN 978-0-1996-5566-3.
- Nhiều tác giả (2006). Melanie Ilič (biên tập). Stalin’s Terror Revisited [Xem lại cuộc khủng bố của Stalin]. Hampshire & New York: Palgrave Macmillan UK. ISBN 978-0-2305-9733-4.
- Nhiều tác giả (2002). Barry J. McLoughlin; Kevin McDermott (biên tập). Stalin’s Terror: High Politics and Mass Repression in the Soviet Union [Khủng bố của Stalin: Chính trị cấp cao và áp bức quần chúng ở Liên Xô] (PDF). Hampshire & New York: Palgrave Macmillan UK. ISBN 978-0-2305-2393-7.
- Nhiều tác giả (1993). J. Arch Getty; Roberta T. Manning (biên tập). Stalinist Terror: New Perspectives [Khủng bố Stalinist: Những góc nhìn mới]. Cambridge & New York: Nhà xuất bản Đại học Cambridge. ISBN 978-0-5214-4670-9.